# Okulary ajurwedyjskie
Ten artykuł opisuje teorie, metody lub czynności niezgodne ze współczesną wiedzą medyczną.

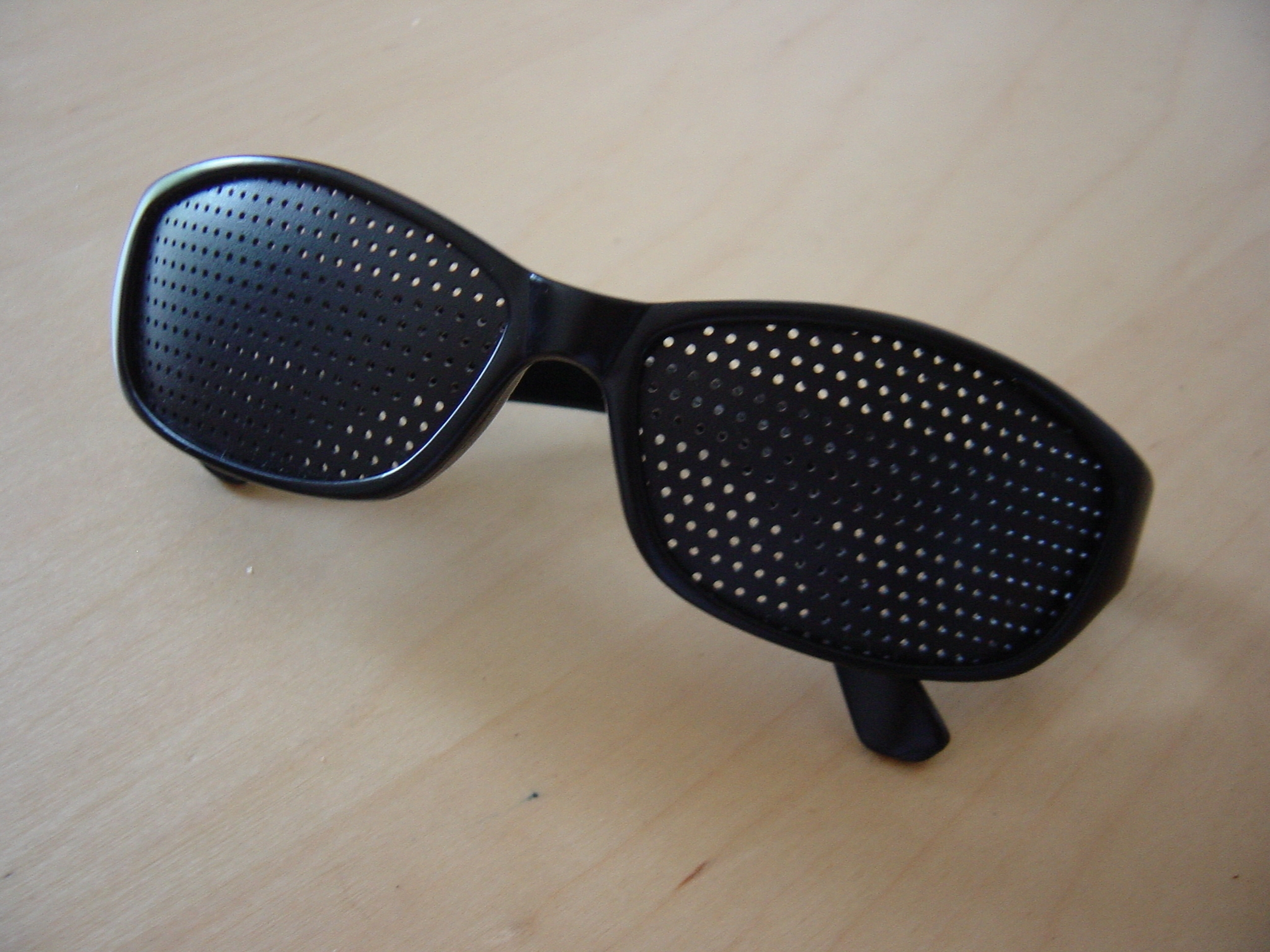
Okulary ajurwedyjskie

Okulary ajurwedyjskie (wieloprzysłonowe) – okulary bezsoczewkowe sporządzone według zasad medycyny staroindyjskiej. W miejsce soczewek umieszczono nieprzezroczyste przysłony z wieloma otworami o niedużej średnicy. Poprawa ostrości widzenia następuje w wyniku zwiększenia głębi ostrości podczas patrzenia przez otwory przysłony.
Według producentów okulary ajurwedyjskie leczą krótkowzroczność, dalekowzroczność, astygmatyzm, zaćmę i zeza u dzieci, jednakże nie istnieją badania kliniczne, które potwierdzałyby takie działanie.
Z uwagi na ograniczenie pola widzenia nie należy ich używać podczas prowadzenia pojazdów, ani w czasie przechodzenia przez jezdnię, torowiska.